# Claus Juell
Claus Ludvig Juell (Moss, 5 de febrero de 1902-Moss, 19 de diciembre de 1979) fue un deportista noruego que compitió en vela en la clase 10 Metre. Participó en los Juegos Olímpicos de Amberes 1920, obteniendo una medalla de oro en la clase 10 Metre.

## Palmarés internacional
| Juegos Olímpicos | Juegos Olímpicos  | Juegos Olímpicos | Juegos Olímpicos        |
| Año              | Lugar             | Medalla          | Clase                   |
| ---------------- | ----------------- | ---------------- | ----------------------- |
| 1920             | Amberes (Bélgica) | Medalla de oro   | 10 Metre (sistema 1907) |